# Forjas Taurus
Forjas Taurus est une entreprise brésilienne. C'est l'un des principaux fabricants d'armes à feu. Elle est basée à Porto Alegre, au Brésil. La création d'une filiale en Floride, au début des années 1980, en fait également une société manufacturière américaine.

## Historique
Sa création par des Allemands immigrés remonte à 1939 comme entreprise métallurgique. Sa raison sociale Forjas, qui signifie forges, en témoigne.
En 1942, Forjas Taurus commence la fabrication de revolvers basés sur le S&W M&P. Ces armes sont exportées aux États-Unis en 1969 sous la marque des importateurs locaux et depuis 1971 avec le logo de l'entreprise. Elle est rachetée par deux de ses cadres supérieurs en 1977. Elle produit alors des pistolets, dérivés de Beretta. La législation aux États-Unis et le nombre croissant des ventes aboutirent à la création à Miami (Floride) d'une filiale dénommée Taurus Mfg International en 1982. La qualité de fabrication a augmenté avec le temps et l'acquisition d'une usine installé par Beretta à la fin du XXe siècle.
Avec l'interdiction de vendre des armes étrangères au Brésil, elle est en situation de quasi-monopole sur le marché officiel civil avec la Indústria de Material Bélico do Brasil. Elle a accordé une licence pour des copies en Airsoft.
L'entreprise profite en 2020 des lois du gouvernement Bolsonaro sur la libéralisation de la détention d’armes à feu. Pour la période janvier-septembre 2020, Taurus a vendu plus de 1,2 million d’armes à feu, soit 28 % de plus que pour la même période en 2019. En Bourse, le cours de l’action a grimpé de 192 % au cours de l'année 2020.

## Métiers
Elle fabrique des pistolets et des révolvers.

### Pistolets
- PT92
- Taurus PT25
- Taurus Millennium
- PT1911
- Taurus PT57
- Taurus PT58
- Taurus PT24/7
- Taurus Millennium
- Taurus PT22
- Taurus PT908/PT909/PT911/PT938/PT940/PT945/PT957
- Taurus PT809

### Revolvers
- Raging Bull
- Modèle 608 calibre .357 Magnum
- Taurus 65/Taurus 66 calibre .357 Magnum
- Taurus 86
- Taurus 80 calibre .38 Special
- Taurus 82 calibre .38 Special
- Taurus 415T calibre .41 Magnum
- Taurus Modèle 4510 calibre .45 Colt/.410 version inox, nommé 'The Judge'
- Taurus Tracker 627  calibre .357 Magnum, à 7 coups, canon 4" ou 6,5"

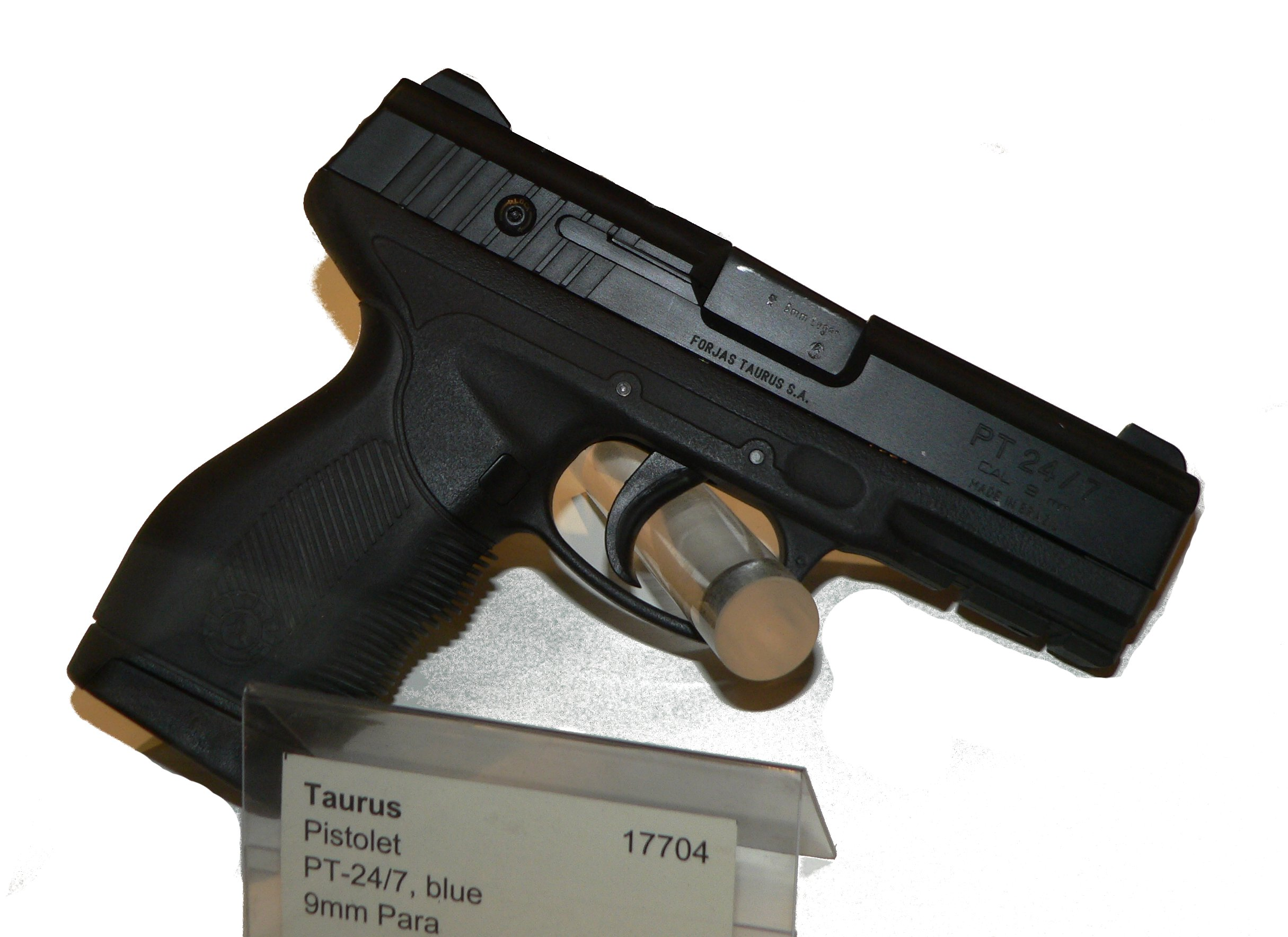
Taurus-PT24/7
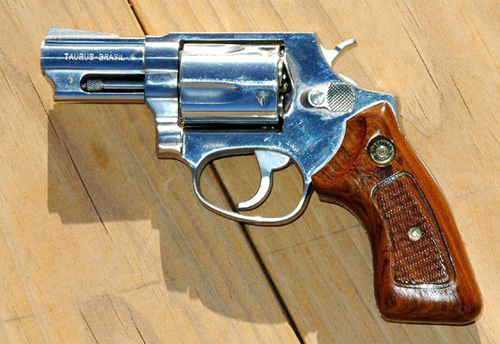
Taurus .357 Magnum Modèle 605
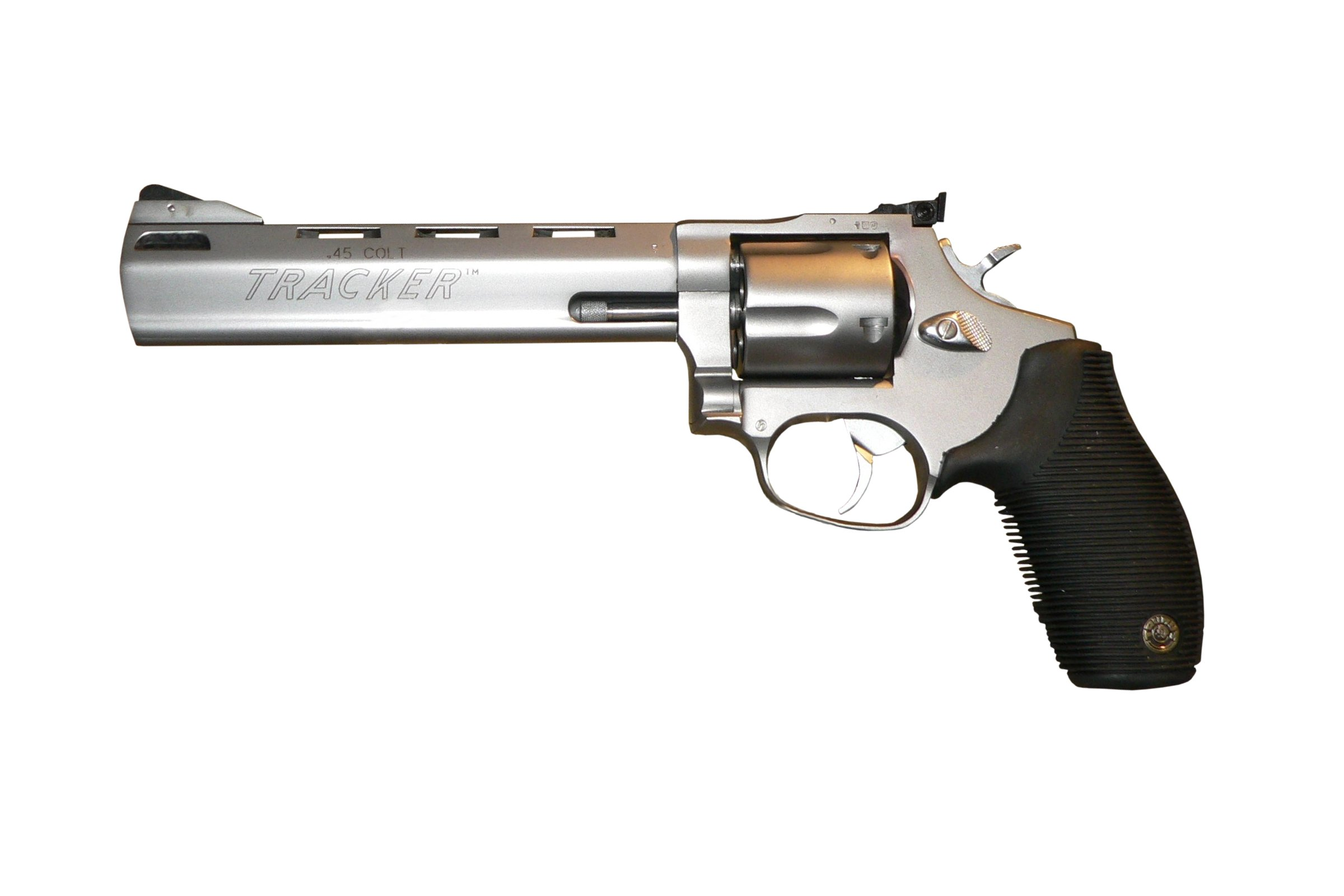
Taurus Tracker
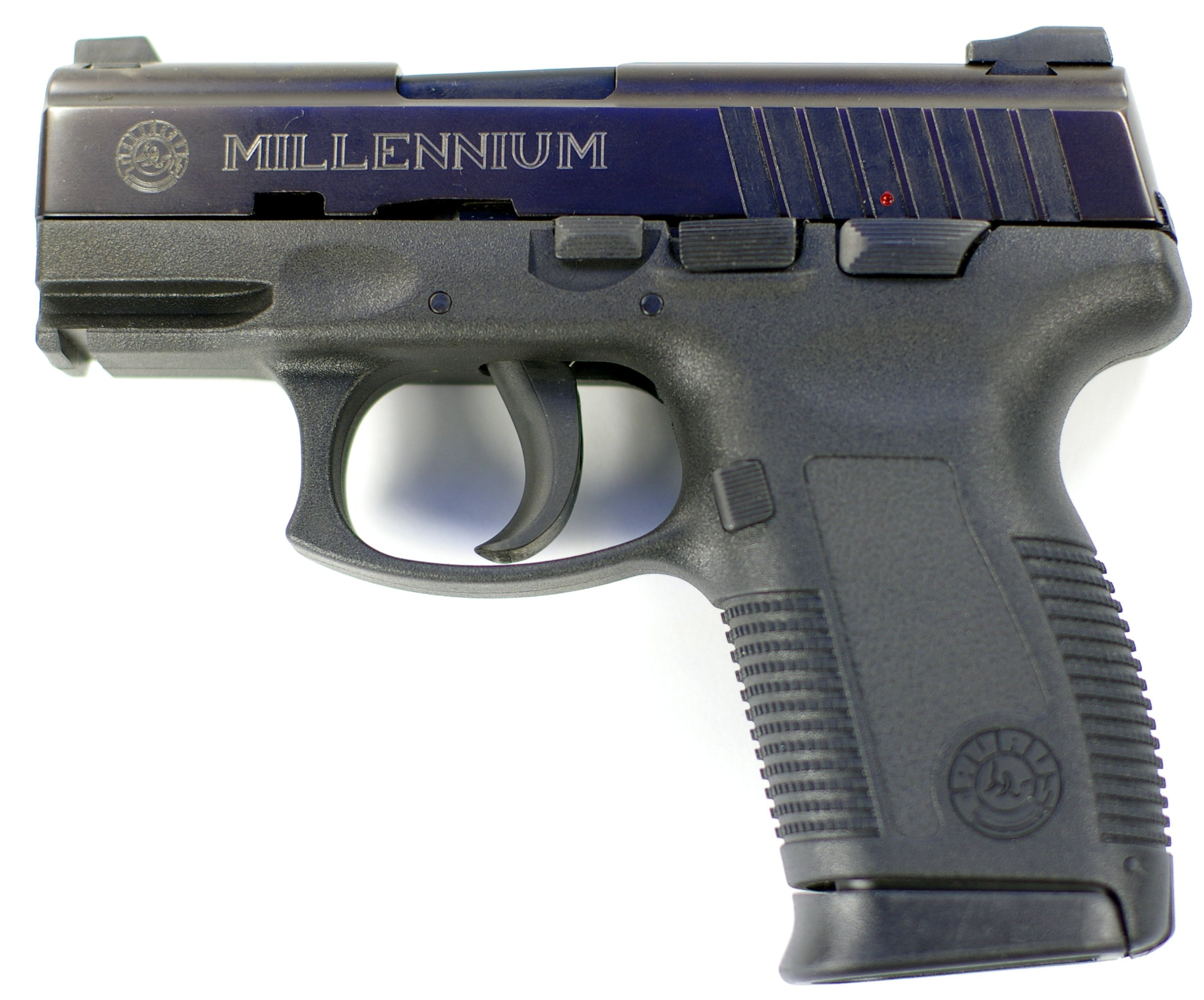
Taurus Millennium PT145

## Autres
Taurus possède aussi la marque Rossi, spécialisée dans les carabines à levier :
- Puma, chambrée en .44-40 WCF et différents calibres d'arme de poing (.357 Magnum, .44 magnum, .45 Colt...)